# デジタル立憲主義
デジタル立憲主義（デジタルりっけんしゅぎ、英語: Digital constitutionalism）は、政治理念の一つ。主にいわゆるデジタル・プラットフォーマー（DPF）を対象とし、DPFを国家に擬制し、伝統的な立憲主義と同様に憲法のような制度を導入して統制するべきという考え方。

## 概要
2010年代以降、いわゆるDPFが世界的に広がっていく中で、DPFが国家と同等、場合によっては国家をも上回る権力を獲得し、主に言論の自由・表現の自由との関係において、DPFがその一存で公開の是非を決め、事実上の検閲を行うような局面が見られるようになった。またプライバシーとの関係でも、DPFが個人データを抱え込むことの是非が問題視された。このような状況に対し、国家等がDPF等に対し積極的に介入し、情報流通の健全性やプライバシー保護、既存の憲法の実効性等を確保するべきではないか、という考えから生まれたのがデジタル立憲主義である。
日本でも2023年頃から議論が盛んとなり、法律専門誌で特集が組まれたほか、総務省の研究会などでも取り上げられている。